# Rio Dracău
O Rio Dracău é um rio da Romênia, afluente do Trotuş, localizado no distrito de Bacău.